# Park Ji-ho
Park Ji-ho (* 11. September 1991) ist ein ehemaliger südkoreanischer Wasserspringer. Er startete sowohl im Kunstspringen vom 1-m- und 3-m-Brett als auch im 10-m-Turmspringen sowie im Synchronspringen.

## Karriere
Park bestritt seine ersten internationalen Titelkämpfe bei den Asienspielen 2010 in Guangzhou. Dort belegte er vom 3-m-Brett den achten und vom 10-m-Turm den sechsten Rang. Seinen größten Erfolg errang er jedoch mit Son Seong-cheol im 3-m-Synchronspringen, das Duo gewann die Bronzemedaille. Beim Weltcup 2012 in London schied Park vom 10-m-Turm im Vorkampf aus, erreichte aber im sogenannten Diveoff Rang vier und gewann einen Quotenplatz für die Olympischen Spiele an gleicher Stelle.